# Звежинец (гмина)
Звежинец (пол. Zwierzyniec) — гмина (волость) в Польше, входит как административная единица в Замойский повет, Люблинское воеводство. Население — 7261 человек (на 2004 год).

## Сельские округа
1. Багно
2. Гучув
3. Кособуды
4. Бур
5. Оброч
6. Сохы
7. Топульча
8. Тужинец
9. Вывлочка
10. Журавница

## Соседние гмины
1. Гмина Адамув
2. Гмина Юзефув
3. Гмина Краснобруд
4. Гмина Радечница
5. Гмина Щебжешин
6. Гмина Терешполь
7. Гмина Замость